# Younger
A Younger 2015 és 2021 között futott amerikai televíziós sorozat, ami Pamela Redmond Satran 2005-ös, azonos című novellája alapján készült. A műsor alkotója Darren Star, a történet pedig egy negyvenes éveiben járó, egyedülálló anyáról szól, aki húszévesnek adja ki magát, hogy egy kiadónál elhelyezkedhessen asszisztensként. A főbb szereplők közt megtalálható Sutton Foster, Debi Mazar, Nico Tortorella, Hilary Duff és Miriam Shor.
A sorozatot az Amerikai Egyesült Államokban a TV Land adta 2015. március 31. és 2019. szeptember 4. között, az eredetileg szintén a csatornára szánt befejező évad viszont a Paramount+ és a Hulu streamingszolgáltatókra került fel 2021. április 15. és 2021. június 10. között. Magyarországon a Sony Max mutatta be 2019. április 15-én.

## Cselekmény
A történet főszereplője a New Yorkban élő Liza Miller, egy negyvenes éveiben járó egyedülálló nő, aki frissen vállt el szerencsejátékfüggő férjétől, lánya pedig úgy dönt, hogy Indiába költözik ki. Egy fiatal, huszonéves tetoválóművésszel való találkozáskor a férfi vele egykorúnak hiszi Lizát, akinek ettől ötlete támad. Barátnője és szobatársa, Maggie segítségével átalakítják a külsejét, majd pedig huszonévesnek kiadva magát vállal állást egy kiadócég vezetője, Diana asszisztenseként. A terve ugyan beválik, de ezután fent kell tartania ezt a kettős életét.

## Szereplők
| Szereplő       | Színész         | Magyar hang     |
| -------------- | --------------- | --------------- |
| Liza Miller    | Sutton Foster   | Huszárik Kata   |
| Maggie Amato   | Debi Mazar      | Kiss Erika      |
| Diana Trout    | Miriam Shor     | Bertalan Ágnes  |
| Josh           | Nico Tortorella | Előd Álmos      |
| Kelsey Peters  | Hilary Duff     | Csifó Dorina    |
| Lauren Heller  | Molly Bernard   | Korponay Zsófi  |
| Julie Burke    | Halley Feiffer  | Andrádi Zsanett |
| Caitlin Miller | Tessa Albertson | Pánics Lilla    |
| Thad Steadman  | Dan Amboyer     | Pásztor Tibor   |
| Tom            | Tim Bohn        |                 |
| Mary Beth Bell | Geneva Carr     | Balogh Anikó    |
| Ellen Chang    | Olivia Oguma    | Pekár Adrienn   |
| Lynne          | Nadia Quinn     | Ozvald Enikő    |

## Epizódok
| Évad | Évad | Epizódok | Eredeti sugárzás     | Eredeti sugárzás     | Eredeti adó       | Magyar sugárzás      | Magyar sugárzás   | Magyar adó |
| Évad | Évad | Epizódok | Évadpremier          | Évadfinálé           | Eredeti adó       | Évadpremier          | Évadfinálé        | Magyar adó |
| ---- | ---- | -------- | -------------------- | -------------------- | ----------------- | -------------------- | ----------------- | ---------- |
|      | 1    | 12       | 2015. március 31.    | 2015. június 9.      | TV Land           | 2019. április 15.    | 2019. április 29. | Sony Max   |
|      | 2    | 12       | 2016. január 13.     | 2016. március 23.    | TV Land           | 2019. április 30.    | 2019. május 15.   | Sony Max   |
|      | 3    | 12       | 2016. szeptember 28. | 2016. december 14.   | TV Land           | 2019. május 16.      | 2019. május 31.   | Sony Max   |
|      | 4    | 12       | 2017. június 28.     | 2017. szeptember 13. | TV Land           | 2019. június 3.      | 2019. június 18.  | Sony Max   |
|      | 5    | 12       | 2018. június 5.      | 2018. augusztus 28.  | TV Land           | 2019. június 19.     | 2019. július 4.   | Sony Max   |
|      | 6    | 12       | 2019. június 12.     | 2019. szeptember 4.  | TV Land           | 2020. szeptember 26. | 2020. október 10. | Sony Max   |
|      | 7    | 12       | 2021. április 15.    | 2021. június 10.     | Paramount+ / Hulu | n/a                  | n/a               | n/a        |